# Muscicapa sethsmithi
A Muscicapa sethsmithi a madarak (Aves) osztályának verébalakúak (Passeriformes) rendjébe, ezen belül a légykapófélék (Muscicapidae) családjába tartozó faj.

## Rendszerezése
A fajt Victor Gurney Logan Van Someren ausztrál zoológus írta le 1922-ben, a Pedilorhynchus nembe Pedilorhynchus epulatus seth-smithi néven.

## Előfordulása
Afrika középső részén, Kamerun, a Közép-afrikai Köztársaság, a Kongói Köztársaság, a Kongói Demokratikus Köztársaság, Egyenlítői-Guinea, Gabon, Nigéria és Uganda területén honos. 
Természetes élőhelyei a trópusi és szubtrópusi síkvidéki esőerdők, valamint ültetvények. Állandó, nem vonuló faj.

## Megjelenése
Testhossza 10,5 centiméter, testtömege 8–10 gramm. A lába sárga színű. 

## Életmódja
Főleg kisebb repülő rovarokkal táplálkozik.

## Természetvédelmi helyzete
Az elterjedési területe nagyon nagy, egyedszáma pedig stabil. A Természetvédelmi Világszövetség Vörös listáján nem fenyegetett fajként szerepel.